# Paradise Now (film)
Paradise Now (Paradise Now) è un film del 2005 diretto da Hany Abu-Assad.
La pellicola è stata candidata all'Oscar al miglior film straniero.

## Trama
Paradise Now segue la storia di due amici palestinesi, Said e Khaled, che vivono a Nablus e sono stati reclutati per compiere degli attacchi suicidi a Tel Aviv. Il film segue gli ultimi giorni insieme, prima di farsi saltare in aria. La loro vita senza grandi prospettive si trascina di giorno in giorno, finché il responsabile del gruppo di resistenza comunica loro che l'attacco avrà luogo il giorno successivo. I due ragazzi registrano dei videomessaggi con le loro rivendicazioni, la glorificazione di Dio e della loro causa, e infine l'addio alle loro famiglie, inconsapevoli di quanto sta per accadere.
Il giorno successivo i due si radono barba e capelli, in modo da assomigliare a degli israeliani, indossano una cintura esplosiva e vengono istruiti su come e quando far esplodere le bombe, a un intervallo di tempo di 15 minuti in modo che la seconda bomba uccida i poliziotti sopraggiunti dopo la prima esplosione. I due attraversano il confine con Israele, ma vengono sorpresi dalle guardie di confine. Mentre Khaled torna presso il gruppo di resistenza, Said vaga tra i villaggi, ricercato sia dagli israeliani che dai propri compagni. Anche Khaled si mette alla sua ricerca.
Said nel frattempo, fuggito dalle guardie, si avvicina un insediamento israeliano e valuta l'opportunità di far esplodere la bomba su un autobus, ma desiste dopo aver visto un bambino a bordo. Dopo aver incontrato Suha, una donna di cui si è innamorato, le spiega che suo padre era un "collaborazionista", che venne giustiziato per le sue azioni, e che quindi egli stesso voglia procedere all'attentato kamikaze in modo da lavare l'onta del tradimento dalla propria famiglia.
Khaled ritrova Said, che indossa ancora la cintura esplosiva ed è sul punto di farsi esplodere sulla tomba di suo padre. I due tornano presso la resistenza, e Said convince i capi che l'attacco non debba venire cancellato, e che egli si sente pronto per il grande passo. Entrambi viaggiano a Tel Aviv, ma, influenzato da Suha, che ha scoperto il loro piano, Khaled annulla il suo attacco suicida, e cerca di convincere Said di fare marcia indietro a sua volta, ma questi non desiste, e il film si conclude con un lungo primo piano di Said, seduto su un autobus che trasporta soldati israeliani.

## Riconoscimenti
- 2006 - Golden Globe
  - Miglior film straniero
- 2006 - Independent Spirit Awards
  - Miglior film straniero
- 2005 - National Board of Review
  - Miglior film straniero
- 2005 - European Film Awards
  - Miglior sceneggiatura
- Premio Oscar
  - Nomination Oscar al miglior film straniero